# Fizikai kémia
A fizikai kémia a kémiai folyamatok fizikai vonatkoztatását vizsgáló tudományág, a kémia egyik ága.

## A fizikai kémia szakterületei
- Anyagtudomány
- Biofizikai kémia
- Elektrokémia
- Felületkémia
- Fotokémia
- Kolloidika
- Kristálykémia
- Kvantumkémia
- Magkémia
- Makromolekulák fizikai kémiája
- Molekulaszerkezet
- Oldatok kémiája
- Reakciókinetika
- Spektroszkopia
- Szilárdtestkémia
- Termokémia